# Gingee
Gingee est une ville et un Nagar Panchayat de l'Inde dans le district de Viluppuram de l'état de Tamil Nadu.

## Géographie
Elle est située à 60 km au nord-ouest de Pondichéry sur la rivière Gingi. 

## Histoire
Place forte de l'Hindoustan britannique, la ville est prise en 1750 par les Français mais les Anglais la reconquièrent en 1761. 